# دهستان بلوکات
دهستان بلوکات نام دهستانی در بخش رحمت‌آباد و بلوکات شهرستان رودبار، استان گیلان در ایران است. براساس سرشماری مرکز آمار ایران در سال ۱۳۸۵، جمعیت آن ۵۷۱۰ نفر (۱۴۳۰ خانوار) بوده‌است.